# V NESS
V:NESS (* 28. Februar 1984 als Vanessa Henning in Hagen) ist eine deutsche Sängerin.

## Karriere
Anfang 2004 nahm Henning am Casting SSDSGPS teil, das Stefan Raab im Rahmen seiner Show TV total veranstaltete, um einen Kandidaten für die deutsche Vorentscheidung zum Eurovision Song Contest 2004 zu finden. Henning belegte den vierten Platz. Im April 2006 erschien das Album Electric Punk, auf dem sich mehrere Coverversionen finden. Dazu gehören She Bop (im Original von Cyndi Lauper), das im April 2006 ausgekoppelt wurde, Fallen for You (Sheila Nicholls) und Good Riddance (Time of Your Life) (Green Day). Am 27. April präsentierte sie She Bop bei TV Total, danach ging sie bundesweit auf Tournee. Um der Verwechslungsgefahr mit anderen Künstlerinnen namens Vanessa zu entgehen, tritt sie unter dem Namen V:NESS auf.
Ende 2008 wurde mit einem neuen Produzenten und verschiedenen Songwritern, unter anderem David Clewett, Per Eklund und Marten Tromm, neue englischsprachige Aufnahmen für einen zweiten Karrierestart durchgeführt. 2009 war Henning mit neuer V:NESS-Besetzung auf verschiedenen Veranstaltungen zu sehen, bei denen sie die neuen Songs vorstellte. Seit März 2010 ist sie als Frontfrau der P!NK Tribute Show JUST PiNK in Deutschland und dem angrenzenden Ausland auf Tour. 2012 nahm sie an der ersten Staffel von The Voice of Germany teil, wo sie bereits bei den Blind Auditions ausschied.

## Diskografie
Alben
- Electric Punk (2006)